# Деян Ловрен
Деян Ловрен (хорв. Dejan Lovren, нар. 5 липня 1989, Зениця, СФРЮ) — хорватський футболіст, захисник грецького клубу ПАОК.
Віце-чемпіон світу 2018 року.

## Клубна кар'єра
Вихованець юнацьких команд футбольних клубів «Карловаць» та «Динамо» (Загреб).
У дорослому футболі дебютував 2005 року виступами за команду клубу «Динамо» (Загреб). Провівши у складі головної команди «Динамо» лише одну гру, наступного року був відданий в оренду до «Інтера» (Запрешич). 2008 року повернувся з оренди до «Динамо» (Загреб). Відіграв за «динамівців» наступні півтора сезону своєї ігрової кар'єри.
На початку 2010 року уклав контракт із французьким «Олімпіком» (Ліон), у складі якого провів наступні три з половиною роки своєї кар'єри. Більшість часу, проведеного у складі «Ліона», був основним гравцем захисту команди.
2013 року перебрався до Англії, ставши гравцем «Саутгемптона». Провівши вдалий сезон у складі цієї команди, привернув увагу керівництва «Ліверпуля», яке влітку 2014 року погодило трансфер гравця за 20 млн фунтів, що зробило хорвата найдорожчим захисником в історії мерсісайдців. Враховуючи цей статус, Ловрен відразу став гравцем стартового складу «Ліверпуля», наприкінці сезону 2017/18 провів свою соту гру за «червоних» у Прем'єр-лізі.
Влітку 2017, за рік до завершення терміну чинного контракту з «Ліверпулем», хорват погодився на його подовження до 2021 року. Однак від 2020 року є гравцем російського «Зеніту» із Санкт-Петербурга.
2 січня 2023 року перейшов в «Олімпік» (Ліон), за який він уже виступав з 2010 до 2013 року, підписавши контракт до 30 червня 2025 року.
16 вересня 2024 року перейшов у грецький ПАОК, підписавши угоду на два роки.

## Виступи за збірні
2004 року дебютував у складі юнацької збірної Хорватії, взяв участь у 30 іграх на юнацькому рівні, відзначившись 3 забитими голами.
Протягом 2007—2010 років залучався до складу молодіжної збірної Хорватії. На молодіжному рівні зіграв у 25 офіційних матчах, забив 3 голи.
8 листопада 2009 року дебютував в офіційних матчах у складі національної збірної Хорватії, вийшовши на заміну замість Данієля Праньїча у товариській грі зі збірною Катару. Одним з основних захисників «картатих» став з початку 2011 року. Був у розширеній заявці збірної на чемпіонат Європи 2012 року, проте змушений був пропустити континентальну першість через травму.
Дебют Ловрена у фінальних частинах великих міжнародних турнірів відбувся двома роками пізніше — на чемпіонаті світу 2014 року, де він взяв участь у всіх трьох матчах групового етапу, подолати який хорватам не вдалося.
Протягом 2015—2016 років до лав збірної практично не викликався, зокрема через особистий конфлікт з її тогочасним очільником Анте Чачичем.
З приходом восени 2017 року на тренерський місток збірної Хорватії Златко Далича Ловрен знову став основним захисником команди.
Чемпіонат світу 2018 року починав як стабільний гравець стартового складу. Допоміг команді не пропустити жодного гола у двох стартових матчах групового етапу — проти Нігерії (2:0) і Аргентини (3:0) — чим завчасно оформити вихід до стадії плей-оф.
| Дата       | Місто               | Господарі         | Результат               | Гості          | Турнір                                    | Голи | Примітки |
| ---------- | ------------------- | ----------------- | ----------------------- | -------------- | ----------------------------------------- | ---- | -------- |
| 8-10-2009  | Рієка               | Хорватія          | 3 – 2                   | Катар          | товариський матч                          | -    | 46'      |
| 14-10-2009 | Астана              | Казахстан         | 1 – 2                   | Хорватія       | Відбір до ЧС 2010                         | -    |          |
| 3-3-2010   | Брюссель            | Бельгія           | 0 – 1                   | Хорватія       | товариський матч                          | -    | 46'      |
| 23-5-2010  | Осієк               | Хорватія          | 2 – 0                   | Уельс          | товариський матч                          | -    | 8'       |
| 26-5-2010  | Таллінн             | Естонія           | 0 – 0                   | Хорватія       | товариський матч                          | -    | 46'      |
| 9-2-2011   | Пула                | Хорватія          | 4 – 2                   | Чехія          | товариський матч                          | -    | 46'      |
| 26-3-2011  | Тбілісі             | Грузія            | 1 – 0                   | Хорватія       | Відбір до ЧЄ 2012                         | -    |          |
| 29-3-2011  | Сен-Дені            | Франція           | 0 – 0                   | Хорватія       | товариський матч                          | -    | 30'      |
| 10-8-2011  | Дублін              | Ірландія          | 0 – 0                   | Хорватія       | товариський матч                          | -    |          |
| 2-9-2011   | Аттард              | Мальта            | 1 – 3                   | Хорватія       | Відбір до ЧЄ 2012                         | 1    |          |
| 6-9-2011   | Загреб              | Хорватія          | 3 – 1                   | Ізраїль        | Відбір до ЧЄ 2012                         | -    |          |
| 7-10-2011  | Афіни               | Греція            | 2 – 0                   | Хорватія       | Відбір до ЧЄ 2012                         | -    | 90+1'    |
| 11-10-2011 | Рієка               | Хорватія          | 2 – 0                   | Латвія         | Відбір до ЧЄ 2012                         | -    |          |
| 16-10-2012 | Осієк               | Хорватія          | 2 – 0                   | Уельс          | Відбір до ЧС 2014                         | -    | 21' 46'  |
| 6-2-2013   | Лондон              | Хорватія          | 4 – 0                   | Південна Корея | товариський матч                          | -    | 46'      |
| 22-3-2013  | Загреб              | Хорватія          | 2 – 0                   | Сербія         | Відбір до ЧС 2014                         | -    | 82'      |
| 26-3-2013  | Суонсі              | Уельс             | 1 – 2                   | Хорватія       | Відбір до ЧС 2014                         | 1    | 21'      |
| 14-8-2013  | Вадуц               | Ліхтенштейн       | 2 – 3                   | Хорватія       | товариський матч                          | -    | 85'      |
| 6-9-2013   | Белград             | Сербія            | 1 – 1                   | Хорватія       | Відбір до ЧС 2014                         | -    |          |
| 10-9-2013  | Чонджу              | Південна Корея    | 1 – 2                   | Хорватія       | товариський матч                          | -    |          |
| 11-10-2013 | Загреб              | Хорватія          | 1 – 2                   | Бельгія        | Відбір до ЧС 2014                         | -    |          |
| 15-10-2013 | Единбург            | Шотландія         | 2 – 0                   | Хорватія       | Відбір до ЧС 2014                         | -    |          |
| 19-11-2013 | Загреб              | Хорватія          | 2 – 0                   | Ісландія       | Відбір до ЧС 2014                         | -    | 90'      |
| 5-3-2014   | Берн                | Швейцарія         | 2 – 2                   | Хорватія       | товариський матч                          | -    | 57'      |
| 6-6-2014   | Салвадор (Бразилія) | Хорватія          | 1 – 0                   | Австралія      | товариський матч                          | -    |          |
| 12-6-2014  | Сан-Паулу           | Бразилія          | 3 – 1                   | Хорватія       | ЧС 2014 - груповий етап                   | -    | 69'      |
| 18-6-2014  | Манаус              | Камерун           | 0 – 4                   | Хорватія       | ЧС 2014 - груповий етап                   | -    |          |
| 23-6-2014  | Ресіфі              | Хорватія          | 1 – 3                   | Мексика        | ЧС 2014 - груповий етап                   | -    |          |
| 4-9-2014   | Пула                | Хорватія          | 2 – 0                   | Кіпр           | товариський матч                          | -    |          |
| 9-9-2014   | Загреб              | Хорватія          | 2 – 0                   | Мальта         | Відбір до ЧЄ 2016                         | -    |          |
| 23-3-2016  | Осієк               | Хорватія          | 2 – 0                   | Ізраїль        | товариський матч                          | -    |          |
| 11-6-2017  | Рейк'явік           | Ісландія          | 1 – 0                   | Хорватія       | Відбір до ЧС 2018                         | -    |          |
| 3-9-2017   | Загреб              | Хорватія          | 0 – 1                   | Косово         | Відбір до ЧС 2018                         | -    |          |
| 5-9-2017   | Ескішехір           | Туреччина         | 1 – 0                   | Хорватія       | Відбір до ЧС 2018                         | -    |          |
| 9-10-2017  | Київ                | Україна           | 0 – 2                   | Хорватія       | Відбір до ЧС 2018                         | -    |          |
| 9-11-2017  | Загреб              | Хорватія          | 4 – 1                   | Греція         | Відбір до ЧС 2018                         | -    |          |
| 12-11-2017 | Пірей               | Греція            | 0 – 0                   | Хорватія       | Відбір до ЧС 2018                         | -    |          |
| 3-6-2018   | Ліверпуль           | Бразилія          | 2 – 0                   | Хорватія       | товариський матч                          | -    |          |
| 8-6-2018   | Осієк               | Хорватія          | 2 – 1                   | Сенегал        | товариський матч                          | -    | 46'      |
| 16-6-2018  | Калінінград         | Хорватія          | 2 – 0                   | Нігерія        | ЧС 2018 - груповий етап                   | -    |          |
| 21-6-2018  | Нижній Новгород     | Аргентина         | 0 – 3                   | Хорватія       | ЧС 2018 - груповий етап                   | -    |          |
| 26-6-2018  | Ростов-на-Дону      | Ісландія          | 1 – 2                   | Хорватія       | ЧС 2018 - груповий етап                   | -    | 70'      |
| 1-7-2018   | Нижній Новгород     | Хорватія          | 1 – 1 д.ч. (3 – 2 п.п.) | Данія          | ЧС 2018 - 1/8 фіналу                      | -    |          |
| 7-7-2018   | Сочі                | Росія             | 2 – 2 д.ч. (3 – 4 п.п.) | Хорватія       | ЧС 2018 - чвертьфінал                     | -    | 35'      |
| 11-7-2018  | Москва              | Хорватія          | 2 – 1 д.ч.              | Англія         | ЧС 2018 - півфінал                        | -    |          |
| 15-7-2018  | Москва              | Франція           | 4 – 2                   | Хорватія       | ЧС 2018 - фінал                           | -    |          |
| 12-10-2018 | Рієка               | Хорватія          | 0 – 0                   | Англія         | Ліга націй УЄФА 2018—2019 - груповий етап | -    | 45'      |
| 15-10-2018 | Рієка               | Хорватія          | 2 – 1                   | Йорданія       | товариський матч                          | -    | 46'      |
| 15-11-2018 | Загреб              | Хорватія          | 3 – 2                   | Іспанія        | Ліга націй УЄФА 2018—2019 - груповий етап | -    |          |
| 18-11-2018 | Лондон              | Англія            | 2 – 1                   | Хорватія       | Ліга націй УЄФА 2018—2019 - груповий етап | -    | 89'      |
| 24-3-2019  | Будапешт            | Угорщина          | 2 – 1                   | Хорватія       | Відбір до ЧЄ 2020                         | -    | 82'      |
| 8-6-2019   | Осієк               | Хорватія          | 2 – 1                   | Уельс          | Відбір до ЧЄ 2020                         | -    | 54'      |
| 11-6-2019  | Вараждин            | Хорватія          | 1 – 2                   | Туніс          | товариський матч                          | -    | 46'      |
| 6-9-2019   | Братислава          | Словаччина        | 0 – 4                   | Хорватія       | Відбір до ЧЄ 2020                         | 1    |          |
| 9-9-2019   | Баку                | Азербайджан       | 1 – 1                   | Хорватія       | Відбір до ЧЄ 2020                         | -    |          |
| 10-10-2019 | Спліт               | Хорватія          | 3 – 0                   | Угорщина       | Відбір до ЧЄ 2020                         | -    |          |
| 13-10-2019 | Кардіфф             | Уельс             | 1 – 1                   | Хорватія       | Відбір до ЧЄ 2020                         | -    | 45+4'    |
| 5-9-2020   | Порту               | Португалія        | 4 – 1                   | Хорватія       | Ліга націй УЄФА 2020—2021 - груповий етап | -    |          |
| 8-9-2020   | Сен-Дені            | Франція           | 4 – 2                   | Хорватія       | Ліга націй УЄФА 2020—2021 - груповий етап | 1    | 76'      |
| 11-10-2020 | Загреб              | Хорватія          | 2 – 1                   | Швеція         | Ліга націй УЄФА 2020—2021 - груповий етап | -    |          |
| 14-10-2020 | Загреб              | Хорватія          | 1 – 2                   | Франція        | Ліга націй УЄФА 2020—2021 - груповий етап | -    | 90+2'    |
| 17-11-2020 | Спліт               | Хорватія          | 2 – 3                   | Португалія     | Ліга націй УЄФА 2020—2021 - груповий етап | -    |          |
| 24-3-2021  | Любляна             | Словенія          | 1 – 0                   | Хорватія       | Відбір до ЧС 2022                         | -    |          |
| 27-3-2021  | Рієка               | Хорватія          | 1 – 0                   | Кіпр           | Відбір до ЧС 2022                         | -    |          |
| 18-6-2021  | Глазго              | Хорватія          | 1 – 1                   | Чехія          | ЧЄ 2020 - груповий етап                   | -    | 35'      |
| 22-6-2021  | Глазго              | Хорватія          | 3 – 1                   | Шотландія      | ЧЄ 2020 - груповий етап                   | -    | 26'      |
| 1-9-2021   | Москва              | Росія             | 0 – 0                   | Хорватія       | Відбір до ЧС 2022                         | -    |          |
| 4-9-2021   | Братислава          | Словаччина        | 0 – 1                   | Хорватія       | Відбір до ЧС 2022                         | -    |          |
| 7-9-2021   | Спліт               | Хорватія          | 3 – 0                   | Словенія       | Відбір до ЧС 2022                         | -    | 77'      |
| 14-11-2021 | Спліт               | Хорватія          | 1 – 0                   | Росія          | Відбір до ЧС 2022                         | -    |          |
| 25-9-2022  | Відень              | Австрія           | 1 – 3                   | Хорватія       | Ліга націй УЄФА 2022—2023 - груповий етап | 1    | 60'      |
| 16-11-2022 | Ер-Ріяд             | Саудівська Аравія | 0 – 1                   | Хорватія       | товариський матч                          | -    | cap. 59' |
| 23-11-2022 | Ель-Хаур            | Марокко           | 0 – 0                   | Хорватія       | ЧС 2022 - груповий етап                   | -    |          |
| 27-11-2022 | Ер-Раян             | Хорватія          | 4 – 1                   | Канада         | ЧС 2022 - груповий етап                   | -    | 56'      |
| 1-12-2022  | Ер-Раян             | Хорватія          | 0 – 0                   | Бельгія        | ЧС 2022 - груповий етап                   | -    |          |
| 5-12-2022  | Ель-Вакра           | Японія            | 1 – 1 д.ч. (1 – 3 п.п.) | Хорватія       | ЧС 2022 - 1/8 фіналу                      | -    |          |
| 9-12-2022  | Ер-Раян             | Хорватія          | 1 – 1 д.ч. (4 – 2 п.п.) | Бразилія       | ЧС 2022 - чвертьфінал                     | -    |          |
| 13-12-2022 | Лусаїл              | Аргентина         | 3 – 0                   | Хорватія       | ЧС 2022 - півфінал                        | -    |          |
| Усього     |                     | Матчів            | 78                      |                | Голів                                     | 5    |          |

## Досягнення
- Чемпіон Хорватії:

«Динамо» (Загреб): 2005–06, 2008–09
- Володар Кубка Хорватії:

«Динамо» (Загреб): 2008–09
- Володар Кубка Франції:

«Олімпік» (Ліон): 2011–12
- Володар Суперкубка Франції:

«Олімпік» (Ліон): 2012
- Переможець Ліги чемпіонів:

«Ліверпуль»: 2018–19
- Володар Суперкубка УЄФА:

«Ліверпуль»: 2019
- Чемпіон світу серед клубів:

«Ліверпуль»: 2019
- Чемпіон Англії:

«Ліверпуль»: 2019-20
- Володар Суперкубка Росії:

«Зеніт»: 2020, 2021, 2022
- Чемпіон Росії:

«Зеніт»: 2020-21, 2021-22
- Віце-чемпіон світу: 2018
- Бронзовий призер чемпіонату світу: 2022

## Висловлювання щодо Росії
Відпрацьовуючи свій немалий контракт у газпромівському клубі, почав розсипатись у компліментах Росії. Він назвав збірну країни-окупанта «великою командою». Дуже шкодує, що представників країни-окупантки немає на чемпіонаті світу 2022 в Катарі.
Вважає, що вчинив правильно, залившись у «Зеніті» після початку російської агресії проти України в лютому 2022. Гордий, що є капітаном цього російського клубу.